# Кведа-Ачква
Кведа-Ачква (груз. ქვედა აჭყვა) — село в Грузии, на территории Кобулетского муниципалитета автономной республики Аджария.

## География
Село находится в юго-западной части Грузии, в западных предгорьях Месхетского хребта, на расстоянии 5 километров (по прямой) к югу от города Кобулети, административного центра муниципалитета. Абсолютная высота — 203 метра над уровнем моря.

## Население
По результатам официальной переписи населения 2014 года, в Кведа-Ачкве проживало 1136 человек (583 мужчины и 553 женщины). В национальной структуре населения грузины составляли 95,8 %, греки — 2,8 %, русские — 0,4 %.
| Год  | Население, человек |
| ---- | ------------------ |
| 2002 | 1214               |
| 2014 | ↘ 1136             |